# Vélizy-Villacoublay
Vélizy-Villacoublay là một xã trong vùng hành chính Île-de-France, thuộc tỉnh Yvelines, quận Versailles, tổng Vélizy-Villacoublay. Tọa độ địa lý của xã là 48° 47' vĩ độ bắc, 02° 11' kinh độ đông. Vélizy-Villacoublay nằm trên độ cao trung bình là 140 mét trên mực nước biển, có điểm thấp nhất là 102 mét và điểm cao nhất là 179 mét. Xã có diện tích 8,93 km², dân số vào thời điểm 1999 là 20.342 người; mật độ dân số là 2278 người/km².

## Các thành phố kết nghĩa
- Dietzenbach, Đức
- Harlow, Anh